# Eintracht Nordhorn
Sportverein Eintracht Nordhorn e.V. – niemiecki klub piłkarski z siedzibą w mieście Nordhorn, działający w latach 1945–2015.

## Historia
Klub został założony w 1945 roku jako SV Nordhorn. W 1947 roku zmienił nazwę na SV Eintracht Nordhorn. Od 1951 roku grał w Amateuroberlidze, stanowiącej wówczas drugi poziom rozgrywek. W 1955 roku awansował do Oberligi. W 1959 roku spadł jednak z powrotem do Amateuroberligi. W 1961 roku wrócił do Oberligi i spędził w niej sezon 1961/1962, po którym spadł z ligi. Do 1974 roku występował w Amateuroberlidze, która od 1964 roku była trzecią ligą. W 1974 roku spadł do czwartej ligi (Verbandsliga), ale w 1975 roku awansował z powrotem do trzeciej ligi, którą została Oberliga. Grał w niej do 1983 roku, a następnie w latach 1990-1993. W trzeciej lidze występował jeszcze w czasach Regionalligi, kiedy to w latach 1997-2000 spędził w niej trzy sezony. W 2015 roku przestał istnieć w wyniku fuzji z Türkischen Verein Nordhorn, tworzącej nowy klub SV Eintracht TV Nordhorn.

## Reprezentanci kraju grający w klubie
- Ervin Fakaj
- Ilir Shulku
- Alvaro Zalla

## Występy w lidze
| Liga                                       | Poziom | Sezony | Lata                            |
| ------------------------------------------ | ------ | ------ | ------------------------------- |
| Oberliga (grupa Nord)                      | I      | 5      | 1955-1959, 1961-1962            |
| Amateuroberliga (grupa Niedersachsen West) | II     | 8      | 1951-1955, 1959-1961, 1962-1964 |
| Amateuroberliga (grupa Niedersachsen)      | III    | 9      | 1964-1974                       |
| Oberliga (grupa Nord)                      | III    | 10     | 1975-1983, 1990-1993            |
| Regionalliga (grupa Nord)                  | III    | 3      | 1997-2000                       |